# Velika Trapinska
Velika Trapinska falu Horvátországban Verőce-Drávamente megyében. Közigazgatásilag Suhopoljéhoz tartozik.

## Fekvése
Verőce központjától légvonalban 12, közúton 20 km-re délkeletre, községközpontjától légvonalban 8, közúton 11 km-re délre, Nyugat-Szlavóniában, a Bilo-hegység völgyében, a Verőcéről Daruvárra menő főúttól és vasútvonaltól nyugatra, a Trapinska-patak partján, Pepelana és Mala Trapinska között fekszik.

## Története
A falu 20. század első felében keletkezett Pčelić déli határrészén, Pepelana szomszédságában. Neve valószínűleg a horvát „trap” (verem) főnévből származik. 1931-ben a még egységes Trapinska nevű telep része volt. Lakosságát 1948-ban számlálták meg először önállóan, akkor még 330-an lakták. Később számuk fokozatosan csökkent. Hivatalosan csak 1991-től számít önálló településnek. 1991-ben 53 főnyi lakosságának 87%-a horvát nemzetiségű volt. 2011-ben a településnek 25 lakosa volt. Védőszentjük Szent Rókus, de a faluban semmilyen szakrális építmény nincsen.

## Lakossága
| Lakosság változása | Lakosság változása | Lakosság változása | Lakosság változása | Lakosság változása | Lakosság változása | Lakosság változása | Lakosság változása | Lakosság változása | Lakosság változása | Lakosság változása | Lakosság változása | Lakosság változása | Lakosság változása | Lakosság változása | Lakosság változása |
| ------------------ | ------------------ | ------------------ | ------------------ | ------------------ | ------------------ | ------------------ | ------------------ | ------------------ | ------------------ | ------------------ | ------------------ | ------------------ | ------------------ | ------------------ | ------------------ |
| 1857               | 1869               | 1880               | 1890               | 1900               | 1910               | 1921               | 1931               | 1948               | 1953               | 1961               | 1971               | 1981               | 1991               | 2001               | 2011               |
| 0                  | 0                  | 0                  | 0                  | 0                  | 0                  | 0                  | 0                  | 330                | 308                | 226                | 162                | 82                 | 53                 | 21                 | 25                 |

(1948-tól településrészként, 1991-től önálló településként.)